# Tchê Tchê
Danilo das Neves Pinheiro, meglio noto come Tchê Tchê (San Paolo, 30 agosto 1992), è un calciatore brasiliano, difensore o centrocampista del Vasco da Gama.

## Caratteristiche tecniche
Interno di centrocampo, può giocare come mediano o terzino destro. È ambidestro.

## Carriera

### Club
Dopo aver iniziato a giocare a futsal, a 14 anni passa al calcio a 11, iniziando a giocare nel Pão de Açucar. In seguito si trasferisce all'Audax, nel 2014 è ceduto in prestito al Guaratinguetà, per poi vestire anche le casacche di Ponte Preta e Boa Esporte. Il 14 gennaio 2016 torna all'Audax, giocando il campionato Paulista, per poi trasferirsi al Palmeiras il 9 maggio dello stesso anno, firmando un contratto triennale: nel dicembre 2016, il Palmeiras torna a vincere il campionato brasiliano a distanza di ventidue anni dell'ultimo successo. Tchê Tchê è nominato come rivelazione del campionato Paulista 2016, dando un contributo importante anche nel campionato vinto del club Verdão.

### Botafogo
Nell'aprile 2022, il Botafogo ha presentato Tchê Tchê come nuovo rinforzo.
Primo giocatore dell'era SAF Botafogo a raggiungere le 100 partite con il Glorioso, Tchê Tchê ha vinto gli onori del Club prima della classica contro il Flamengo, al Maracanã, nel settimo turno del Campionato Carioca.

## Palmarès

### Club

#### Competizioni statali
- Campionato Mineiro: 1

Atlético Mineiro: 2022

#### Competizioni nazionali
- Campionato brasiliano: 3

Palmeiras: 2016
Atletico Mineiro: 2021
Botafogo: 2024
- Supercoppa d'Ucraina: 1

Dinamo Kiev: 2018
- Coppa del Brasile: 1

Atlético Mineiro: 2021

#### Competizioni internazionali
- Coppa Libertadores: 1

Botafogo: 2024